# Gallerie d'Italia di Napoli
Le Gallerie d'Italia di Napoli sono un museo di Napoli ubicato all'interno del palazzo del Banco di Napoli, in via Toledo.

## Storia e descrizione
Il museo nasce nel 2007 in occasione di un allestimento delle collezioni della Banca Intesa Sanpaolo in un'ala del piano nobile del palazzo Zevallos, dove aveva la sede la Banca Commerciale Italiana a partire dal 1898. Dal 2022 la collezione viene trasferita in data 21 maggio nell'adiacente edificio di proprietà dello stesso istituto bancario sito in via Toledo n. 177, palazzo Piacentini.
Le raccolte comprendono pezzi che vanno dal Seicento napoletano fino al Novecento.

## Dipinti
| Foto | Titolo                                                            | Autore                           | Sala                                      |
| ---- | ----------------------------------------------------------------- | -------------------------------- | ----------------------------------------- |
|      | Allegoria della Pietà come Concordia                              | Francesco De Mura                | Sala di Luca Giordano e Francesco De Mura |
|      | Allegoria della Pietà come Disciplina                             | Francesco De Mura                | Sala di Luca Giordano e Francesco De Mura |
|      | Allegoria della Pietà come Sicurezza pubblica                     | Francesco De Mura                | Sala di Luca Giordano e Francesco De Mura |
|      | Allegoria della Pietà con le sue opere                            | Francesco De Mura                | Sala di Luca Giordano e Francesco De Mura |
|      | Ratto di Elena                                                    | Luca Giordano                    | Sala di Luca Giordano e Francesco De Mura |
|      | Immacolata Concezione                                             | Giuseppe Simonelli               | Sala di Luca Giordano e Francesco De Mura |
|      | Cristo benedicente                                                | Francesco Di Maria               | Sala di Luca Giordano e Francesco De Mura |
|      | San Girolamo                                                      | Giuseppe Di Guido                | Sala degli Amorini                        |
|      | Decollazione di san Giovanni Battista                             | Nicola Vaccaro                   | Sala degli Amorini                        |
|      | Giuditta che decapita Oloferne                                    | Louis Finson                     | Sala degli Amorini                        |
|      | Adorazione dei Magi                                               | Maestro dell'Annuncio ai pastori | Sala degli Amorini                        |
|      | Sacra famiglia con san Francesco d'Assisi                         | Angelo Caroselli                 | Sala degli Amorini                        |
|      | Cristo e l'adultera                                               | Bernardo Cavallino               | Sala degli Amorini                        |
|      | Soldati che si giocano a dadi le vesti di Cristo                  | Bernardo Cavallino               | Sala degli Amorini                        |
|      | Mosè salvato dalle acque                                          | Bernardo Cavallino               | Sala degli Amorini                        |
|      | Sansone e Dalila                                                  | Artemisia Gentileschi            | Sala degli Amorini                        |
| -    | San Giorgio                                                       | Francesco Guarini                | Sala degli Amorini                        |
| -    | Tobia che ridona la vista al padre                                | Hendrick van Somer               | Sala degli Amorini                        |
|      | Martirio di sant'Orsola                                           | Caravaggio                       | Sala degli Stucchi                        |
|      | Vaso con fiori                                                    | Baldassarre De Caro              | Sala della Natura morta                   |
|      | Vaso con fiori                                                    | Baldassarre De Caro              | Sala della Natura morta                   |
|      | Natura morta con pani, frutta, selvaggina e pesci                 | Giovan Battista Ruoppolo         | Sala della Natura morta                   |
|      | Natura morta con pane, biscotti e fiori                           | Giuseppe Recco                   | Sala della Natura morta                   |
|      | Natura morta con pesci e molluschi                                | Giuseppe Recco                   | Sala della Natura morta                   |
|      | Sottobosco con funghi, rane, lucertole e serpenti                 | Paolo Porpora                    | Sala della Natura morta                   |
|      | Sottobosco con granchio, farfalle, rospi, conchiglie e tartarughe | Paolo Porpora                    | Sala della Natura morta                   |
|      | Agar e Ismaele nel deserto confortati dall'angelo                 | Francesco Solimena               | Sala della Natura morta                   |
|      | Il concerto                                                       | Gaspare Traversi                 | Sala della Natura morta                   |
|      | La lettera segreta                                                | Gaspare Traversi                 | Sala della Natura morta                   |
|      | Lo strame                                                         | Achille Carrillo                 | Sala degli Uccelli                        |
|      | Asino                                                             | Anton Sminck van Pitloo          | Sala degli Uccelli                        |
|      | Coppia di popolani in costume partenopeo                          | Anton Sminck van Pitloo          | Sala degli Uccelli                        |
|      | Due popolane in costume partenopeo                                | Anton Sminck van Pitloo          | Sala degli Uccelli                        |
|      | Popolana in costume del lazio meridionale                         | Anton Sminck van Pitloo          | Sala degli Uccelli                        |
|      | Vitello                                                           | Anton Sminck van Pitloo          | Sala degli Uccelli                        |
|      | Castello di Castellammare di Stabia                               | Anton Sminck van Pitloo          | Sala degli Uccelli                        |
|      | Il ponte e la chiesa di San Francesco a Cava de' Tirreni          | Anton Sminck van Pitloo          | Sala degli Uccelli                        |
| -    | Veduta di Cava de' Tirreni                                        | Anton Sminck van Pitloo          | Sala degli Uccelli -                      |
|      | Marina grande di Sorrento                                         | Anton Sminck van Pitloo          | Sala degli Uccelli                        |
| -    | Il boschetto di Francavilla al Chiatamone                         | Anton Sminck van Pitloo          | Sala degli Uccelli                        |
|      | Gola rocciosa a Sorrento                                          | Anton Sminck van Pitloo          | Sala degli Uccelli                        |
| -    | La tomba di Virgilio a Piedigrotta                                | Anton Sminck van Pitloo          | Sala degli Uccelli                        |
|      | A Posillipo                                                       | Anton Sminck van Pitloo          | Sala degli Uccelli                        |
|      | Paesaggio flegreo                                                 | Anton Sminck van Pitloo          | Sala degli Uccelli                        |
| -    | Veduta del golfo di Napoli                                        | bottega di Antonio Joli          | Sala degli Uccelli                        |
| -    | Paesaggio con Vesuvio                                             | Vincenzo Franceschini            | Sala degli Uccelli                        |
| -    | Cave di bagnanti                                                  | Giacinto Gigante                 | Sala degli Uccelli                        |
|      | Veduta del golfo di Napoli                                        | Anton Sminck van Pitloo          | Sala degli Uccelli                        |
|      | Taverna a Posillipo                                               | Vincenzo Migliaro                | Sala degli Uccelli                        |
|      | Tempesta nel golfo di Napoli                                      | Salvatore Fergola                | Sala degli Uccelli                        |
|      | Villa Minutolo                                                    | Giacinto Gigante                 | Sala degli Uccelli                        |
|      | La Marinella                                                      | Giacinto Gigante                 | Sala degli Uccelli                        |
|      | Paesaggio presso Gaeta                                            | Giuseppe Fabozzi                 | Sala degli Uccelli                        |
|      | Veduta di Roma con piazza Navona                                  | Gaspar van Wittel                | Sala degli Uccelli                        |
|      | Veduta di Napoli con il borgo di Chiaia da Pizzofalcone           | Gaspar van Wittel                | Sala degli Uccelli                        |
|      | Veduta di Napoli con largo di Palazzo                             | Gaspar van Wittel                | Sala degli Uccelli                        |
|      | Veduta di Roma con piazza del Popolo                              | Gaspar van Wittel                | Sala degli Uccelli                        |
|      | Il Vesuvio                                                        | Federico Rossano                 | Sala degli Uccelli                        |
|      | Paesaggio                                                         | Antonio Mancini                  | Sala degli Uccelli                        |
|      | La pioggia                                                        | Gioacchino Toma                  | Sala degli Uccelli                        |
|      | Studio di rocce a Cava de' Tirreni                                | Gabriele Smargiassi              | Sala degli Uccelli                        |
|      | Scena di genere nella campagna romana                             | Ludwig Catel                     | Sala degli Uccelli                        |
|      | La terrazza                                                       | Domenico Morelli                 | Sala degli Uccelli                        |
| -    | Paesaggio con laghetto                                            | Nicola Palizzi                   | Sala degli Uccelli                        |
| -    | Paesaggio                                                         | Nicola Palizzi                   | Sala degli Uccelli                        |
| -    | I mietitori                                                       | Nicola Palizzi                   | Sala degli Uccelli                        |
|      | Sport                                                             | Francesco Mancini                | Sala Pompeiana                            |
|      | Ritratto del pittore Vincenzo Migliaro                            | Gaetano Esposito                 | Sala Pompeiana                            |
|      | Tentazione                                                        | Gaetano Esposito                 | Sala Pompeiana                            |
|      | Interno di palazzo San Giacomo a Napoli                           | Vincenzo Abbati                  | Sala Pompeiana                            |
|      | Fulvia                                                            | Vincenzo Migliaro                | Sala Pompeiana                            |
|      | Seduzione                                                         | Vincenzo Migliaro                | Sala Pompeiana                            |
|      | Il diavolo all'acqua santa                                        | Salvatore Postiglione            | Sala Pompeiana                            |
|      |                                                                   |                                  |                                           |
|      | Museo                                                             | Paolo Vetri                      | Sala Pompeiana                            |
|      | Autoritratto                                                      | Francesco Paolo Michetti         | Sala Pompeiana                            |
|      | Autoritratto giovanile                                            | Francesco Paolo Michetti         | Sala Pompeiana                            |
|      | Per una messa novella                                             | Salvatore Postiglione            | Sala Pompeiana                            |
|      | Piazza Vittoria                                                   | Francesco Paolo Diodati          | Sala Pompeiana                            |
|      | La pioggia                                                        | Francesco Netti                  | Sala Pompeiana                            |
|      | Napoli via Toledo, impressione di pioggia                         | Carlo Brancaccio                 | Sala Pompeiana                            |
|      | Il coro della chiesa di Santa Maria Donnaregina Nuova             | Domenico Battaglia               | Sala Pompeiana                            |
|      | Dama col ventaglio                                                | Domenico Morelli                 | Sala Pompeiana                            |

## Disegni
| Foto | Titolo                                    | Autore          | Sala               |
| ---- | ----------------------------------------- | --------------- | ------------------ |
|      | Autoritratto                              | Vincenzo Gemito | Sala della Fedeltà |
|      | Autoritratto giovanile                    | Vincenzo Gemito | Sala della Fedeltà |
|      | Profeta                                   | Vincenzo Gemito | Sala della Fedeltà |
|      | Ritratto di Anna Gemito                   | Vincenzo Gemito | Sala della Fedeltà |
|      | Ritratto di giovane donna                 | Vincenzo Gemito | Sala della Fedeltà |
|      | Ritratto di giovane donna                 | Vincenzo Gemito | Sala della Fedeltà |
|      | Scorfano                                  | Vincenzo Gemito | Sala della Fedeltà |
|      | Studio di una madre che allatta il figlio | Vincenzo Gemito | Sala della Fedeltà |
|      | La zingara                                | Vincenzo Gemito | Sala della Fedeltà |

## Sculture
| Foto | Titolo                                | Autore                       | Sala                                      |
| ---- | ------------------------------------- | ---------------------------- | ----------------------------------------- |
|      | Eva                                   | Attilio Selva                | Salone centrale                           |
|      | Psiche di Capua (copia del 1939)      | Fonderia artistica Chiurazzi | Piano nobile dopo lo scalone monumentale  |
|      | Putto vendemmiatore                   | Raffaele Belliazzi           | Piano nobile dopo lo scalone monumentale  |
|      | Pietà                                 | Anonimo di inizio Seicento   | Sala di Luca Giordano e Francesco De Mura |
|      | Primi palpiti                         | Filippo Cifariello           | Sala Pompeiana                            |
|      | Autoritratto                          | Vincenzo Gemito              | Sala della Fedeltà                        |
|      | Busto di fanciulla napoletana         | Vincenzo Gemito              | Sala della Fedeltà                        |
|      | Fanciulla greca                       | Vincenzo Gemito              | Sala della Fedeltà                        |
|      | Il fiociniere                         | Vincenzo Gemito              | Sala della Fedeltà                        |
|      | Il fonditore                          | Vincenzo Gemito              | Sala della Fedeltà                        |
|      | L'acquaiolo                           | Vincenzo Gemito              | Sala della Fedeltà                        |
|      | Il pescatorello                       | Vincenzo Gemito              | Sala della Fedeltà                        |
|      | Ritratto del dottor Edmond Landolt    | Vincenzo Gemito              | Sala della Fedeltà                        |
|      | Ritratto del pittore Domenico Morelli | Vincenzo Gemito              | Sala della Fedeltà                        |
|      | Ritratto del pittore Mariano Fortuny  | Vincenzo Gemito              | Sala della Fedeltà                        |
|      | Ritratto di Guido Marvasi             | Vincenzo Gemito              | Sala della Fedeltà                        |
|      | Scugnizzo                             | Vincenzo Gemito              | Sala della Fedeltà                        |
|      | Studio del vero                       | Vincenzo Gemito              | Sala della Fedeltà                        |
|      | Testa di bambino                      | Vincenzo Gemito              | Sala della Fedeltà                        |
|      | Testa di filosofo                     | Vincenzo Gemito              | Sala della Fedeltà                        |